# Egbert Mos
Egbert Mos (Hoogeveen, 3 november 1922 – Landsmeer, 18 mei 1990) was een Nederlands tuin- en landschapsarchitect.
Hij was zoon van Hendrikus Albertus Mos en Femmigje Bakker.
Hij kreeg zijn opleiding aan de Rijkstuinbouwschool in Boskoop. Hij studeerde in 1947 af en ging werken voor Jan Vroom jr. in Glimmen. Daarna trok hij voor een periode naar Oslo. Eenmaal terug werkte hij voor de Dienst der Publieke Werken van de gemeente Amsterdam. Hij was in 1958/1959 mede verantwoordelijk voor de herinrichting van het Vondelpark, waar het ontwerp van het rosarium van zijn hand is. In 1961 kwam het eerste plan voor de inrichting van het Rembrandtpark van hem. De aanleg van het park kwam door geldgebrek (lees: door andere prioriteiten) vooralsnog niet tot uitvoering. Andere ontwerpen van hem zijn het Amstelpark (voor de Floriade 1972) en de tuin bij het Museum Willet-Holthuysen. Ook het zeshoekig bastion in het Sloterpark is door hem ontworpen.
Hij werd in 1973 benoemd tot ridder in de Orde van Oranje-Nassau.